# Charles Auguste Frossard
Charles Auguste Frossard, född 26 april 1807, död 25 augusti 1875, var en fransk militär.
Frossard deltog som kompaniofficer i fälttågen i Belgien 1831–32 och i Algeriet 1833 samt blev 1853 fortifikationsbefälhavare i Oran. Befordrad till general 1855, ledde Frossard befästningsarbetena under Krimkriget och deltog som chef för fortifikationen i 1859 års fälttåg. Vid krigsutbrottet 1870 erhöll han befälet över II:a kåren och vann med denna den obetydliga framgången vid Saarbrücken 2 augusti, men besegrades 6 augusti vid Spicheren och blev senare tillfångatagen vid kapitulationen i Metz. Efter fredsslutet blev Frossard 1873 medlem av högsta krigsrådet och 1874 ordförande i befästningskommittén. Han utgav Rapport sur les opérations du II:e corps de l'armée du Rhin 1870 (1871).

## Utmärkelser
- Storofficer av Hederslegionen
- Kommendör av Piusorden
- Riddare med storkors av Savojens militärorden
- Sankt Annas orden, första klass
- Riddare av Leopoldsorden
- Médaille militaire
- Companion av Bathorden
- Sankt Stanislausorden, första klassen

[Redigera Wikidata]